# Tin Ujević
Augustin Ujević, detto Tin (Vergoraz, 5 luglio 1891 – Zagabria, 12 novembre 1955), è stato un poeta croato.
Nei suoi versi, raccolti tra l'altro in Il lamento dello schiavo (1920), Poesie (1937), La pietra assetata alla sorgente (postumo, 1956), espresse con un linguaggio limpido ed essenziale la sua angoscia di fronte all'instabilità di valori del mondo contemporaneo.
Fu anche saggista di grande acutezza (Gente alla porta dell'osteria, 1938) e celebre traduttore dall'inglese e dal russo (Walt Whitman, Alexander Blok).